# 国際連合安全保障理事会決議の一覧
国際連合安全保障理事会決議の一覧（こくさいれんごう あんぜんほしょう りじかい けつぎ の いちらん）は、国際連合安全保障理事会決議の一覧の一覧である。

## 番号別
- 0001 - 0100（1946年01月25日 - 1953年10月27日）
- 0101 - 0200（1953年11月24日 - 1965年03月15日）
- 0201 - 0300（1965年03月19日 - 1971年10月12日）
- 0301 - 0400（1971年10月20日 - 1976年12月07日）
- 0401 - 0500（1976年12月14日 - 1982年01月28日）
- 0501 - 0600（1982年02月25日 - 1987年10月19日）
- 0601 - 0700（1987年10月30日 - 1991年06月17日）
- 0701 - 0800（1991年07月31日 - 1993年01月08日）
- 0801 - 0900（1993年01月08日 - 1994年03月04日）
- 0901 - 1000（1994年03月04日 - 1995年06月23日）
- 1001 - 1100（1995年06月30日 - 1997年03月27日）
- 1101 - 1200（1997年03月28日 - 1998年09月30日）
- 1201 - 1300（1998年10月15日 - 2000年05月31日）
- 1301 - 1400（2000年05月31日 - 2002年03月28日）
- 1401 - 1500（2002年03月28日 - 2003年08月14日）
- 1501 - 1600（2003年08月26日 - 2005年05月04日）
- 1601 - 1700（2005年05月31日 - 2006年08月10日）
- 1701 - 1800（2006年08月11日 - 2008年02月20日）
- 1801 - 1900（2008年02月20日 - 2009年12月16日）
- 1901 - 2000（2009年12月16日 - 2011年07月27日）
- 2001 - 2100（2011年07月28日 - 2013年04月25日）
- 2101 - 2200（2013年04月25日 - 2015年02月12日）
- 2201 - 2300（2015年02月15日 - 2016年07月26日）
- 2301 - 2400（2016年07月26日 - 2018年02月08日）
- 2401 - 2500（2018年02月24日 - 2019年12月04日）
- 2501 - 2600（2019年12月16日 - 2021年10月15日）
- 2601 - 2700（2021年10月29日 - 2023年10月19日）
- 2701 - 2800（2023年10月19日 - 現在）

## テーマ別
- キプロス（英語版）
- イラン（英語版）
- イラク（英語版）
- イスラエル（英語版）
- レバノン（英語版）
- ナゴルノ・カラバフ戦争
- 北朝鮮
- パレスチナ（英語版）
- シリア（英語版）
- 西サハラ
- イエメン（英語版）
- 旧ユーゴスラビアの紛争

## 拒否権が行使された決議案
拒否権が行使された決議案は否決されるため、上述の一覧には掲載されない。
- 拒否権が行使された決議案
- 拒否権が行使されたシリアに関する決議案（英語版）
- イスラエル入植地に関する決議案（英語版）